# Maurizio Benini
Pour les articles homonymes, voir Benini.
Maurizio Benini (1968) est un chef et compositeur italien. 
Il fait ses débuts en 1998 dans L'elisir d'amore au Teatro Comunale de Bologne. Le magazine Gramophone note son « esprit et de finesse dans la direction ». Il dirige également des représentations d'opéra à La Scala, à l'Opéra lyrique de Chicago, au Metropolitan Opera, à l'Opéra de Paris, à L'Opéra royal de Londres, à l'Opéra d'État de Vienne et au festival d'opéra de Wexford, entre autres.